# راجر بلک
راجر بلک (انگلیسی: Roger Black؛ زادهٔ ۳۱ مارس ۱۹۶۶) مجری تلویزیون، دونده، و ورزشکار دو و میدانی اهل بریتانیا است.